# Die Türen
Die Türen est un groupe allemand de rock, originaire de Berlin.

## Histoire
Les trois fondateurs du groupe sont originaires des environs de Borken. Ils y ont joué dans quelques groupes d'élèves et sont arrivés à Berlin en 2001 et 2002, après plusieurs emplois et études. C'est là qu'ils se réunissent en 2002 pour former le groupe Die Türen. Selon le groupe, le nom du groupe n'est pas une référence au groupe américain de rock The Doors, mais est formé lorsqu'en cherchant un nom approprié, ils sont finalement arrivés à des mots de non-sens et que Maurice Summen a dit : « Alors, autant nous appeler Die Türen ». Comme ils ne parvenaient pas à convaincre un label de disque, ils ont fondé leur propre label, Staatsakt.
Ils enregistrent leurs deux premiers disques, Das Herz war Nihilismus et Unterwegs mit Mother Earth (qu'ils publient en collaboration avec le label hambourgeois Buback), dans la colocation commune de la Schönhauser Allee. Pour le troisième album, Michael Mühlhaus de Blumfeld et Markus Spin se joignens à eux. Ensemble, ils publient l'album Popo. L'emballage rappelle un sac Aldi, l'artwork de la pochette évoque un prospectus du discounter. Le CD est imprimé d'une tranche de jambon à la bière.
Le 10 février 2012, ABCDEFGHIJKLMNOPQRSTUVWXYZ, leur quatrième album studio, sort. L'artwork de la pochette, tout en blanc, est accompagné d'un jeu de lettres autocollantes invitant les acheteurs à inventer leur propre titre d'album. Andreas Spechtl du groupe Ja, Panik joue de la guitare sur cet album. L'album est nommé pour l'Echo 2013 dans la catégorie Prix de la critique. Cependant, le prix est finalement attribué à l'album Mit K de Kraftklub.
En 2014, Die Türen écrit une bande-son pour le projet artistique Tor des Westens de l'association d'artistes KUNSTrePUBLIK, un portail de lavage au bord de l'autoroute A 40 dans la Ruhr. Le projet devait attirer l'attention sur une nouvelle loi sur l'immigration du 14 juin au 7 septembre 2014. Pendant le trajet à travers le portail de lavage, l'automobiliste pouvait entendre des chansons de Die Türen. En novembre 2014, Die Türen publie, en collaboration avec le peintre berlinois Helmut Kraus et la société d'animation 3D Industriesauger-TV de Cologne, l'album Wir sind der Mann sous le nom de projet Der Mann. Le single Ich bin ein Mann est réédité en juin 2015 par le label américain de dance Ultra Music et un EP est publié avec des versions d'Erobique, Deichkind et Ill Till.
En 2016, sous la direction musicale de Maurice Summen, Die Türen développe avec Christiane Rösinger et Jens Friebe la « fusscal » Der Spielmacher. La mise en scène est assurée par Patrick Wengenroth. La première a lieu le 24 juin 2016 au Hebbel-Am-Ufer (HAU). Le même jour, l'album homonyme sort avec des chansons critiques sur le complexe thématique du football.
Le 25 janvier 2019, Die Türen sort le triple album Exoterik, qu'ils enregistrent lors de longues jam sessions à la « Pension zu Eisenbahn » à Ringenwalde et qu'ils éditent ensuite en studio à Berlin. Sur cet album, Andreas Spechtl passe de la guitare au séquenceur et aux claviers. Maurice Summen jouait de la guitare aux côtés de Gunther Osburg. Chris Imler jouait de la batterie et de la batterie et Ramin Bijan de la basse. L'album contient des éléments de krautrock et de techno, il cite Sun Ra, Kraftwerk, Der Plan et Suicide. En octobre 2023, Die Türen sort son sixième album à l'occasion du 20e anniversaire de leur label Staatsakt. Il s'intitule Kapitalismus Blues Band et est beaucoup plus compact que l'album précédent. 

## Style musical
Le groupe mêle pop, rock indépendant, soul, funk, electro jusqu'au punk rock, ska ou doo-wop. Le journaliste musical Thomas Groß les qualifie dans une interview de « biscuits de fortune d'un monde géré de manière postfordiste » en raison de la diversité de leurs styles.

## Discographie

### Albums studio
- 2004 : Das Herz war Nihilismus
- 2005 : Unterwegs mit Mother Earth (CD + DVD)
- 2007 : Popo
- 2008 : Booty
- 2012 : ABCDEFGHIJKLMNOPQRSTUVWXYZ
- 2012 : Das Cover Album
- 2014 : Wir sind der Mann
- 2015 : Ich bin ein Mann (vinyle, numérique ; Staatsakt)
- 2016 : Der Spielmacher (double LP et CD ; Staatsakt)
- 2019 : Exoterik (Staatsakt)
- 2022 : Top (Staatsakt)
- 2023 : Kapitalismus Blues Band (Staatsakt)

### DVD
- 2007 : Krieg der Dialektik (DVD, Staatsakt)

### Apparitions
- 2009: Chronik der Gefühle d'Alexander Kluge
- 2010: Die letzten Tage der Menschheit de Karl Kraus
- 2011: Rentner & Studenten – Das Leben ist teuer (single, Staatsakt)
- 2012: Hausmeister der Schöpfung (Buch, Staatsakt)
- 2014: Tor des Westens – Begrüßungslieder (KUNSTrePUBLIK)
- 2018: Miete Strom Gas (single, Staatsakt)
- 2019: Ten